# Бухолово (Печорский район)
Бухо́лово — деревня в Печорском районе Псковской области России. Входит в состав сельского поселения «Лавровская волость».
Расположена в 7,5 км к северо-западу от волостного центра, деревни Лавры, и в 23 км к юго-западу от райцентра, города Печоры. В 2,5 км к западу проходит граница c Эстонией

## Население
Численность населения деревни по оценке на конец 2000 года составляла 8 жителей.
| 2001 | 2002 | 2010 |
| ---- | ---- | ---- |
| 8    | ↘7   | ↘0   |